# Широковский поселковый совет (Широковский район)
Широковский поселковый совет (укр. Широківська селищна рада) — входит в состав
Широковского района
Днепропетровской области
Украины.
Административный центр поселкового совета находится в 
пгт Широкое
.

## Населённые пункты совета
- пгт Широкое